# Florenz Ziegfeld
Pour les articles homonymes, voir Ziegfeld.
Florenz Ziegfeld, connu populairement comme Flo Ziegfeld, né le 21 mars 1867 à Chicago (Illinois) et mort le 22 juillet 1932 à Hollywood (Californie), est un impresario et producteur américain de Broadway. Il a créé et produit les Ziegfeld Follies, revues théâtrales inspirées des Folies Bergère de Paris, présentées à Broadway au New Amsterdam Theatre de New York.

## Biographie
Dès 1907, Florenz Ziegfeld créa des spectacles musicaux, connus sous le nom Ziegfeld Follies avec mise en scène et chorégraphie sur des œuvres musicales de compositeurs de renom comme Irving Berlin, George Gershwin et Jerome Kern. Les Ziegfeld Follies rencontrèrent un grand succès jusqu'à ce que la crise de 1929 mette un terme à ce spectacle.
Il eut pour compagne Anna Held (de 1897 à 1913), actrice franco-polonaise qui devint célèbre par des bains de lait qui firent sa renommée, et Billie Burke (de 1914 à 1932), actrice elle aussi.
En 1914, il se marie avec l'actrice Billie Burke, qui, en 1939 jouera le rôle de Glinda dans Le Magicien d'Oz. Ils eurent un enfant, Patricia Ziegfeld Stephenson, née en 1916.
Florenz Ziegfeld fit construire à New York (entre la 6e Avenue et les 54e et 55e rues), le Ziegfeld Theatre au style médiéval d'un coût de 2,5 millions de dollars, offrant 1 600 places assises. Il en fut le directeur. Ce théâtre fut démoli dans les années 1960, malgré les nombreuses protestations en faveur de sa sauvegarde. Un autre établissement a été construit en partie à sa place et a repris son nom, le Ziegfeld Theatre ouvert en 1969.
Dans ses productions jouera une certaine Selma Mantell, qui était la mère d’Eddie DeLange, célèbre parolier de jazz et de musique de film pour Hollywood.

## Productions

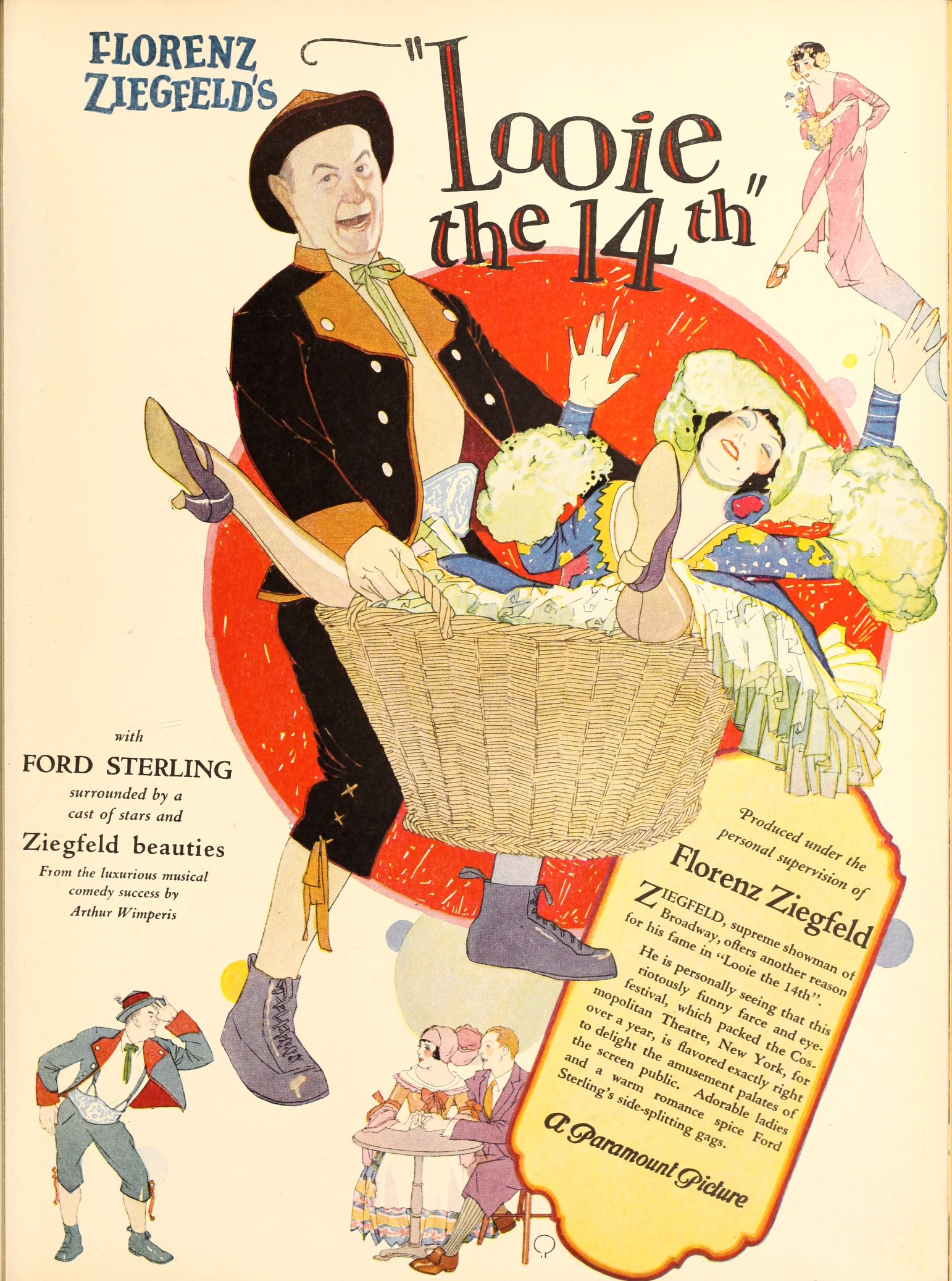
Annonce pour Looie the 14th dans Motion Picture News (1926).

- A Parlor Match - 1893
- The French Maid - 1897
- Papa's Wife - 1899
- The Little Duchess - 1901
- Red Feather - 1903
- Mam'selle Napoleon - 1903
- Higgledy-Piggledy - 1904
- Higgledy-Piggledy - 1905
- The Parisian Model - 1906
- The Follies of 1907 - 1907
- The Parisian Model - 1908
- The Soul Kiss - 1908
- The Follies of 1908 - 1908
- Miss Innocence - 1908
- The Follies of 1909 - 1909
- The Follies of 1910 - 1910
- Ziegfeld Follies of 1911 - 1911
- Over the River - 1912
- A Winsome Widow - 1912
- Ziegfeld Follies of 1912 - 1912
- Ziegfeld Follies of 1913 - 1913
- Ziegfeld Follies of 1914 - 1914
- Ziegfeld Follies of 1915- 1915
- Ziegfeld Follies of 1916 - 1916
- The Century Girl - 1916
- Ziegfeld Follies of 1917 - 1917
- The Rescuing Angel - 1917
- Miss 1917 - 1917
- Night in Spain - 1917
- Ziegfeld Follies of 1918 - 1918
- By Pigeon Post - 1918
- Ziegfeld Midnight Frolic - 1919
- Caesar's Wife - 1919
- Ziegfeld Girls of 1920 - 1920
- Ziegfeld Follies of 1920 - 1920
- Sally - 1920
- Ziegfeld 9 O'clock Frolic - 1921
- Ziegfeld Follies of 1921 - 1921
- The Intimate Strangers - 1921
- Ziegfeld Midnight Frolic - 1921
- Ziegfeld Follies of 1922 - 1922
- Rose Briar - 1922
- Sally - 1923
- Ziegfeld Follies of 1923 - 1923
- Kid Boots - 1923
- Ziegfeld Follies of 1924 - 1924
- Annie Dear - 1924
- Looie the 14th - 1925
- Ziegfeld's Revue 'No Foolin' - 1926
- Betsy - 1926
- Rio Rita - 1927
- Ziegfeld Follies of 1927 - 1927
- Show Boat - 1927
- Rosalie - 1928
- The Three Musketeers - 1928
- Whoopee! - 1928
- Show Girl - 1929
- Bitter Sweet - 1930
- Simple Simon - 1930
- Smiles - 1930
- Ziegfeld Follies of 1931 - 1931
- Hot-Cha! - 1932
- Show Boat - 1932

## Cinéma
Liste de films évoquant de près ou de loin Florenz Ziegfeld et ses Follies
- 1919 : The Follies Girl de John Francis Dillon
- 1922 : Polly of the Follies de John Emerson
- 1925 : Les Feux de la rampe (Pretty Ladies) de Monta Bell
- 1929 : Glorifying the American Girl
- 1936 : Le Grand Ziegfeld (The Great Ziegfeld) de Robert Z. Leonard (avec William Powell dans le rôle de Florenz Ziegfeld)
- 1941 : La Danseuse des Folies Ziegfeld (Ziegfeld Girl) de Robert Z. Leonard
- 1946 : Ziegfeld Follies de Vincente Minnelli (avec William Powell dans le rôle de Florenz Ziegfeld)
- 1954 : Au fond de mon cœur (Deep in My Heart) de Stanley Donen (avec Paul Henreid dans le rôle de Florenz Ziegfeld)
- 1968 : Funny Girl de William Wyler (avec Walter Pidgeon dans le rôle de Florenz Ziegfeld)
- 1975 : Funny Lady d'Herbert Ross
- 1976 : W. C. Fields et moi (W.C. Fields and Me) d'Arthur Hiller (avec Paul Stewart dans le rôle de Florenz Ziegfeld)